# Choi Yong-Sin
Choi Yong-Sin (en coreano: 최용신; 21 de mayo de 1978) es un deportista surcoreano que compitió en judo. Ganó una medalla de oro en los Juegos Asiáticos de 2002 en la categoría de –73 kg.

## Palmarés internacional
| Juegos Asiáticos | Juegos Asiáticos      | Juegos Asiáticos | Juegos Asiáticos |
| Año              | Lugar                 | Medalla          | Categoría        |
| ---------------- | --------------------- | ---------------- | ---------------- |
| 2002             | Busan (Corea del Sur) | Medalla de oro   | –73 kg           |